# Cerkiew Podwyższenia Krzyża Świętego w Hołowaczach
Cerkiew Podwyższenia Krzyża Świętego – prawosławna cerkiew parafialna w Hołowaczach. Należy do dekanatu skidelskiego eparchii grodzieńskiej i wołkowyskiej Egzarchatu Białoruskiego Patriarchatu Moskiewskiego.

## Historia
Po zawaleniu się drewnianej cerkwi w Wiercieliszkach parafianie podjęli decyzję o budowie świątyni w sąsiedniej wsi. Po uzyskaniu zgody od władz carskich w dniu 21 listopada 1876 młodszemu inżynierowi Prusakowi polecono wyznaczenie najwyższego miejsca we wsi z przeznaczeniem na budowę murowanej cerkwi. 13 kwietnia 1877 gubernialny architekt Iwan Ignatowicz Kalenkiewicz przedstawił projekt świątyni z cegły oraz podał koszt jej budowy. Władze przeznaczyły na powstanie cerkwi 14 761 rubli, jednocześnie  zobowiązując parafian do zapewnienia transportu i składowania materiałów budowlanych. Po II wojnie światowej nieczynna, w 1988 oddana w użytkowanie wiernym, nabożeństwa przywrócono po dwuletnim remoncie.

## Architektura
26 września 1881 po poświęceniu cerkwi sporządzony został oficjalny opis świątyni, z którego wynikało, że jest to obiekt zbudowany z cegły na fundamencie z polnego kamienia, który został od zewnątrz ociosany. Szerokość dwóch, a długość trzynastu sążni, otynkowany wewnątrz i zewnątrz. Przed wejściem jest murowany, piętrowy ganek ze schodami, nad nim znajduje się kopułka obłożona ocynkowaną blachą, która jest pomalowana. Dach dzwonnicy również jest nakryty blachą ocynkowaną pomalowaną na czarno, wieńczy go mała kopułka na której umieszczony jest pozłacany krzyż. W dachu znajduje się właz, w elewacji sześć półkolistych okien. Opis ten nie określał prostokątnej bryły cerkwi oraz pięciokątnej absydy. Świątynia jest nakryta czterospadowym dachem, na jego środku znajduje się ośmioboczny bęben podtrzymujący cebulastą kopułę, która uzupełnia optycznie dwukondygnacyjną dzwonnicę o konstrukcji namiotowej. Dzwonnica ma cztery łukowo zwieńczone otwory, które są przesłonięte drewnianymi żaluzjami. Okna w ganku, absydzie i refektarzu są prostokątne, zaś okna boczne świątyni są zwieńczone łukowo i mają ozdobne murowane opaski, nawa główna nakryta jest półkolistym stropem.